# 82e escadre d'entraînement

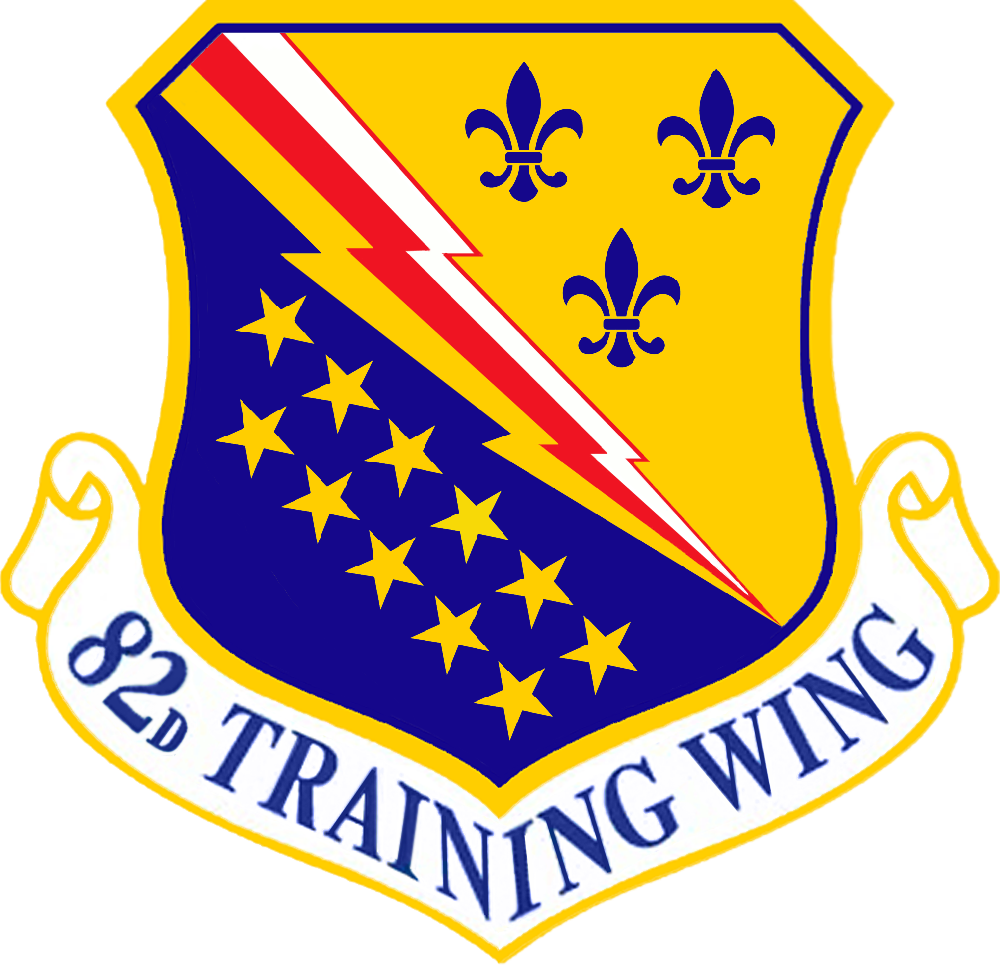
Emblème de la.

La 82e escadre d'entraînement est une unité de l'United States Air Force affectée à l'Air Education and Training Command de la Second Air Force (en). L'escadre d'entraînement est stationnée sur la base aérienne de Sheppard, au Texas, où elle est également une unité d'accueil.

## Histoire
L'histoire de l'unité remonte au 82e groupe de chasse, une unité de combat de la Twelfth Air Force et de la 15th USAAF ayant combattu en Afrique du Nord et en Italie pendant la Seconde Guerre mondiale. Pendant les premières années de la guerre froide, la 82e escadre de chasse est une unité d'escorte de chasseurs et de chasseurs tactiques du Strategic Air Command.
Le commandant de la 82e escadre est le brigadier général George T. M. Dietrich III. Le sergent-chef du commandement est le sergent-chef John P. Chilcote[Quand ?].

## Missions
L'escadre d'entraînement forme chaque année plus de 62 000 diplômés dans plus de 1 000 cours de formation technique. La formation principale comprend la maintenance des aéronefs, le génie civil, la manipulation des munitions nucléaires et conventionnelles, l'utilisation de l'équipement aérospatial au sol, l'entretien de l'avionique, l'électricité et la plomberie, ainsi que les télécommunications. Ces formations sont dispensées par les quatre groupes d'entraînement,.